# Damalj
Damalj je naselje u Republici Hrvatskoj u Primorsko-goranskoj županiji, u sastavu grada Vrbovsko.

## Zemljopis
Damalj je smještena oko 8 km sjeveroistočno od Vrbovsko, susjedna naselja su Plešivica i Klanac na istoku i Severin na zapadu.

## Stanovništvo
Prema popisu stanovništva iz 2011. godine naselje Damalj imalo je 27 stanovnika.
| broj stanovnika | 122   | 102   | 98    | 81    | 71    | 60    | 54    | 58    | 66    | 70    | 56    | 48    | 39    | 45    | 30    | 27    | 19    |
|                 | 1857. | 1869. | 1880. | 1890. | 1900. | 1910. | 1921. | 1931. | 1948. | 1953. | 1961. | 1971. | 1981. | 1991. | 2001. | 2011. | 2021. |